# RMF Maxx

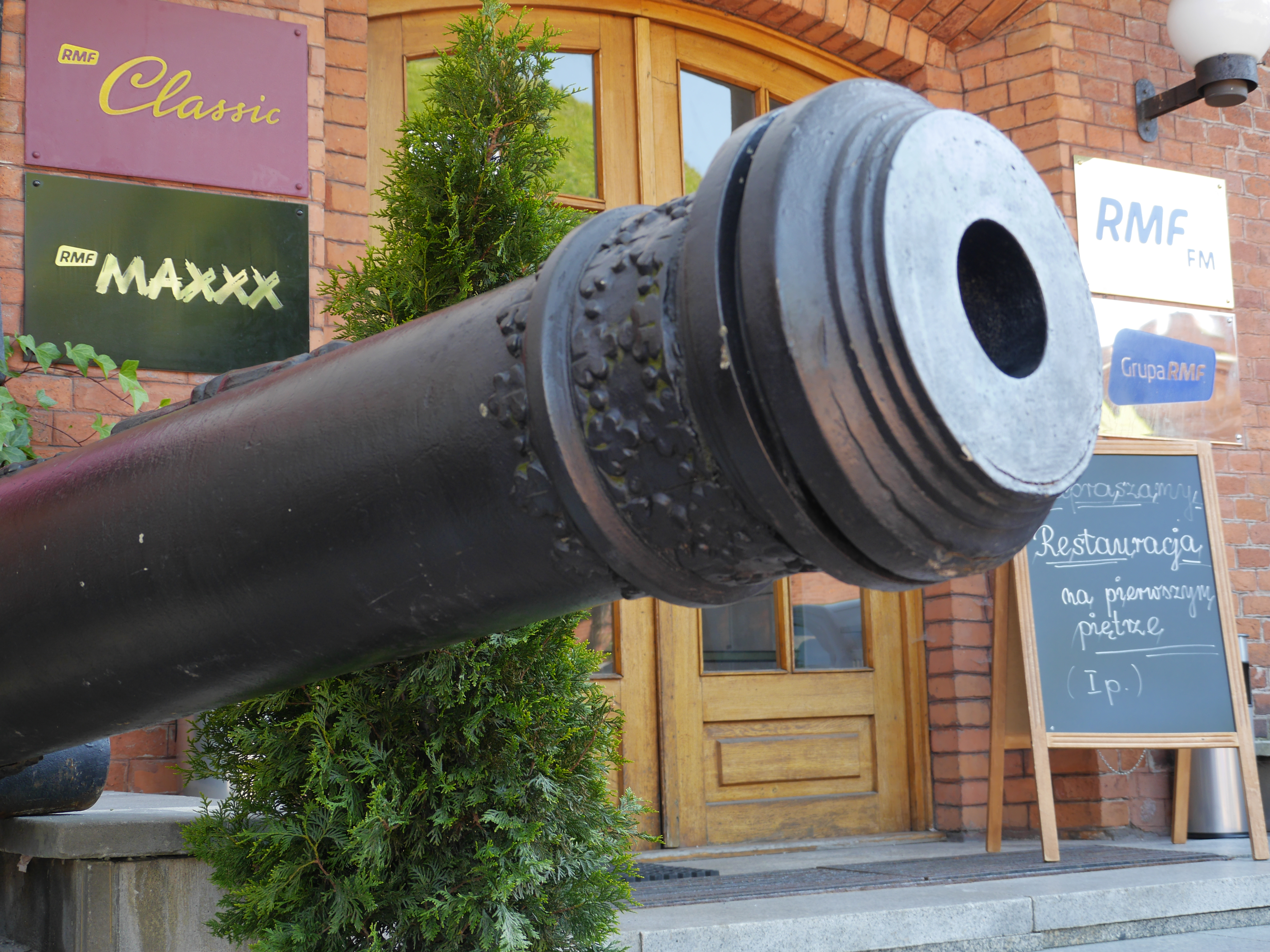
Центральний офіс у Кракові

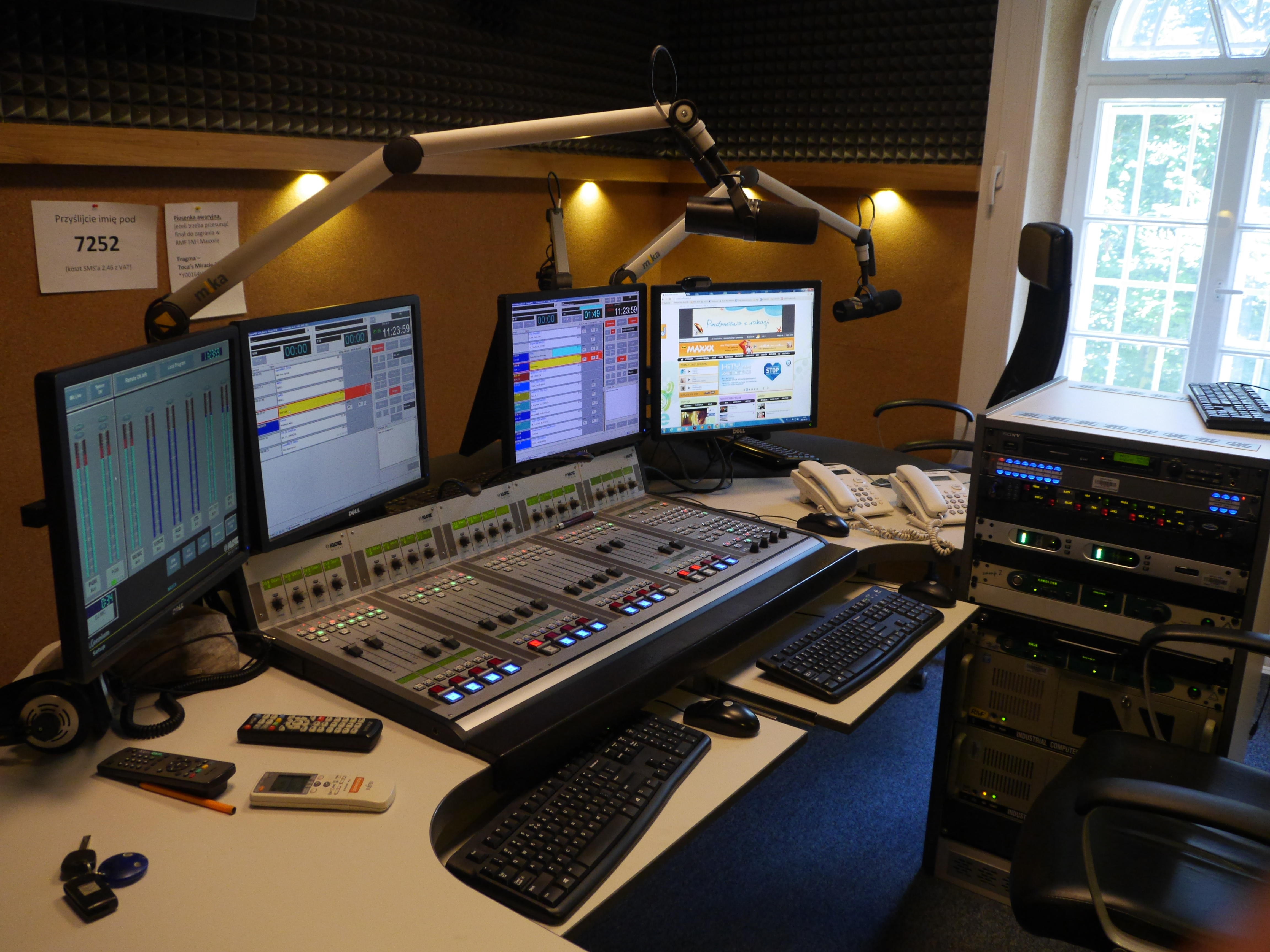
Студія радіостанції

RMF Maxx (до 27 вересня 2022 року RMF Maxxx) — польська комерційна мережа радіостанцій з центральним офісом у Кракові. Входить до медіагрупи «Grupa RMF».
Станція розпочала мовлення о 5:00 27 вересня 2004 року на частотах краківського «Radio Region», яке припинило мовлення.
Цільова аудиторія станції — слухачі, віком 25–39 років.

## Мережа
| Назва станції                                                          | Розташування | Примітки                             |
| ---------------------------------------------------------------------- | --- | ------------------------------------ |
| RMF Maxx Бидгощ                                                        | - Бидгощ/Осельсько — 106,1 MHz | колишня Radio Gra                    |
| RMF Maxx Ченстохова                                                    | - Ченстохова (димохід електростанції) — 102,6 MHz | колишня Radio Fon                    |
| RMF Maxx Dolny Śląsk (Нижня Сілезія) (Раніше RMF Maxxx Валбжих)        | - Клодзько (димохід Fortum DZT) — 99,5 MHz - Валбжих/Góra Chełmiec — 101,1 MHz | колишня Radio BRW                    |
| RMF Maxx Іновроцлав                                                    | - Іновроцлав — 90,8 MHz | колишня Radio Gra                    |
| RMF Maxx Кельці/Радом                                                  | - Кельці (димохід EC Kielce) — 98 MHz - Кельці/Święty Krzyż (Łysa Góra) — 106,5 MHz - Конське (водонапірна вежа) — 89,7 MHz - Пінчів (димохід Agros) — 99,8 MHz - Влощова (SLR Dobromierz) – 101,1 MHz (ретранслятор у Влощові був відключений через протести місцевого населення, після чого тимчасово був перенесений до Радомська, а у 2022 році було надано дозвіл на перенесення антени до Добромира, де 29 червня 2022 року було розпочато його експлуатацію) | колишнє Radio Tak FM                 |
| RMF Maxx Конін                                                         | - Конін (будівля колишнього готелю «Sonata») — 95,8 MHz | колишня Radio Konin                  |
| RMF Maxx Краків                                                        | - Краків (радіощогла на вулиці Мальчевського) – 96,7 MHz | колишня Radio Region (Kraków)        |
| RMF Maxx Коросно                                                       | - Чорноріки/Кросно/Sucha Góra — 97,6 MHz | Колишня Radio Fakty (Krosno)         |
| RMF Maxx Любуське (раніше RMF Maxxx Зелена Гура)                       | - Зелена Гура (стара броварня) — 101,7 MHz - Ґожув-Велькопольський (димохід b. C Niemcewicza) — 94,9 MHz | колишня Radio Blue FM (Zielona Góra) |
| RMF Maxx Мазовія (раніше RMF Maxxx Ciechanów) штаб-квартира в Цехануві | - Цеханув — 89,6 MHz - Млава/Шидлувек — 88,4 MHz - Плонськ — 90,2 MHz |                                      |
| RMF Maxx Новий Сонч                                                    | - Криниця-Здруй (Góra Parkowa) — 104,6 MHz - Новий Сонч/Менцина/Високе — 104,6 MHz | колишня Radio Galicja                |
| RMF Maxx Олесниця                                                      | - Олесниця (димохід ZNTK Oleśnica) — 96 MHz |                                      |
| RMF Maxx Ополе                                                         | - Ополе (димохід ECO) — 102 MHz | колишня Radio Pro Kolor              |
| RMF Maxx Піла                                                          | - Піла (місто) (Staszyce) — 104,1 MHz | колишня Radio 100                    |
| RMF Maxx Підляшшя штаб-квартира в Білостоку (раніше в Ломжі)           | - Білосток (димохід Ciepłowni Zachód) — 97,5 MHz - Ломжа (Szosa Zambrowska) – 97,5 MHz | колишня Radio BAB                    |
| RMF Maxx Померанія штаб-квартира в Слупську                            | - Слупськ/Берково — 91,5 MHz - Битів — 101,2 MHz - Лемборк/Чарнувко — 102,9 MHz - Дарлово — 103,9 MHz - Кошалін (Góra Chełmska) — 99,7 MHz - Квідзин (водонапірна вежа) — 88,6 MHz - Реваль/Лендзін — 97,2 MHz | колишня Radio Vigor FM               |
| RMF Maxx Познань                                                       | - Познань (димохід EC Karolin) — 93,5 MHz | колишня Radio Kiss FM                |
| RMF Maxx Щецин                                                         | - Щецин (будівля Pazim Center) — 98,4 MHz | колишня Radio ABC                    |
| RMF Maxx Сілезія штаб-квартира в Катовицях                             | - Забже — 88,1 MHz | колишня Radio Fan                    |
| RMF Maxx Тримісто штаб-квартира в Сопоті                               | - Гданськ (димохід [[EC Gdańsk II) — 96,4 MHz - Гдиня (Oksywie) — 106,7 MHz | колишня Radio Eska Nord              |
| RMF Maxx Варшава (раніше RMF Maxxx Mazowsze)                           | - Варшава/PKiN — 95,8 MHz | колишня Rock Radio Mazowsze          |
| RMF Maxx Влоцлавек                                                     | - Влоцлавек (Zawiśle) — 89,2 MHz | колишня Radio GRA Włocławek          |

### Колишні станції
| Назва станції     | Розташування                     | Примітки                                       |
| ----------------- | -------------------------------- | ---------------------------------------------- |
| RMF Maxxx Вроцлав | - Вроцлав (DS Kredka) — 95,1 MHz | колишня Radio Aplauz obecnie Radio GRA Wrocław |

Сигнал мережі не покриває території Лодзинського, Люблінського, Вармінсько-Мазурського воєводств.